# Rhynchosia chrysantha
Rhynchosia chrysantha är en ärtväxtart som beskrevs av Alexander Zahlbruckner. Rhynchosia chrysantha ingår i släktet Rhynchosia och familjen ärtväxter. Inga underarter finns listade i Catalogue of Life.